# Elecciones estatales de Renania del Norte-Westfalia de 1966
Las Elecciones estatales de Renania del Norte-Westfalia de 1966 se celebraron el 10 de julio de 1966.
El SPD se convirtió en la principal fuerza política, pero no obtuvo mayoría absoluta.
La CDU y el FDP, obtuvieron en su conjunto sólo 101 de los 200 escaños elegidos, pero estuvieron de acuerdo en continuar su coalición. En la sesión inaugural del Parlamento el 25 de julio, Franz Meyer tuvo éxito en su intento de reelección como primer ministro. Recibió 100 votos, el líder parlamentario del SPD Heinz Kühn 99 votos, y hubo una abstención. En una segunda votación realizada inmediatamente después, se obtuvieron los mismos resultados. Meyer fue elegido ya que a pesar de que no había obtenido la mayoría absoluta de los votos, si había obtenido la mayoría absoluta de los votos válidos. 
El nuevo gobierno de la CDU/FDP no continuó en el cargo. Después de que el SPD anunciara un voto de confianza, el 5 de noviembre de 1966, la CDU decidió iniciar negociaciones de coalición con el SPD. Esto llevó al FDP a buscar también una coalición con el SPD.  El 1 de diciembre de 1966, el grupo parlamentario del SPD decidió con 73 votos a favor contra 21  una coalición con el FDP. El 8 de diciembre de 1966, Kühn fue elegido primer ministro con 112 votos a favor y 85 en contra, formando el nuevo gabinete SPD/FDP el mismo día. La CDU permaneció hasta 2005 en la oposición.

## Resultados
| Partido | Partido | Votos     | %     | Candidatos | Mand. directos | Escaños |
| ------- | ------- | --------- | ----- | ---------- | -------------- | ------- |
|         | SPD     | 4.226.604 | 49,48 | 150        | 99             | 99      |
|         | CDU     | 3.653.184 | 42,76 | 150        | 51             | 86      |
|         | FDP     | 633.765   | 7,42  | 150        |                | 15      |
|         | Zentrum | 16.181    | 0,19  | 17         |                |         |
|         | FSU     | 9.584     | 0,11  | 23         |                |         |
|         | UAP     | 3.175     | 0,04  | 10         |                |         |
| Total   | Total   | 8.542.493 |       | 500        | 150            | 200     |